# Adolf Horváth
Adolf Horváth, též Adolf Horvát (8. května 1879 Turčiansky Svätý Martin – 10. června 1934 Bratislava), byl slovenský a československý politik Československé sociálně demokratické strany dělnické; poslanec Revolučního národního shromáždění.

## Biografie
Vyučil se obráběčem kovů. Pracoval jako dělník. Byl tajemníkem Svazu kovodělníků v Podbrezové a podúředníkem v Pezinku. Politicky aktivní byl již před rokem 1918 jako člen Sociálně demokratické strany Uherska, respektive Slovenské sociálně demokratické strany Uherska v Podbrezové. Od počátku roku 1918 organizoval dělnické a národní slovenské hnutí v Podbrezové. Účastnil se mimořádného sjezdu Slovenské sociálně demokratické strany Uherska v Budapešti. Byl též účastníkem shromáždění v Martině v říjnu 1918, signatářem Martinské deklarace a členem Slovenské národní rady.
Po vzniku Československa byl členem Československé sociálně demokratické strany dělnické.
Zasedal v Revolučním národním shromáždění za slovenskou reprezentaci (slovenští poslanci Revolučního národního shromáždění ještě nebyli organizováni podle stranických klubů). Do tohoto zákonodárného sboru nastoupil roku 1918 a na post poslance rezignoval na 88. schůzi v roce 1919. Byl profesí dělníkem. V roce 1919 se stal zplnomocněncem ministerstva s plnou mocí pro Slovensko v Podbrezové.